# Komaba-Park

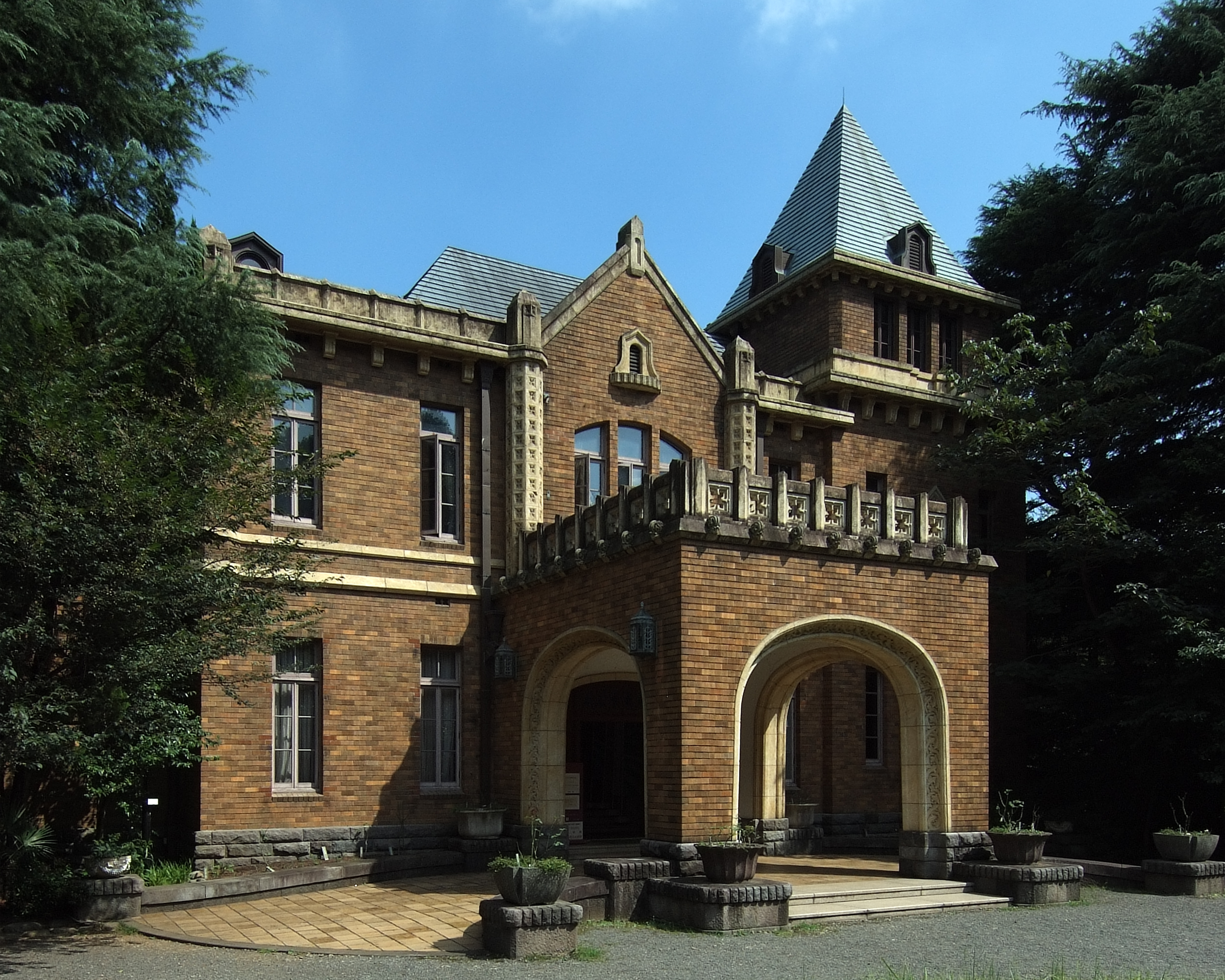
Maeda-Residenz im westlichen Stil

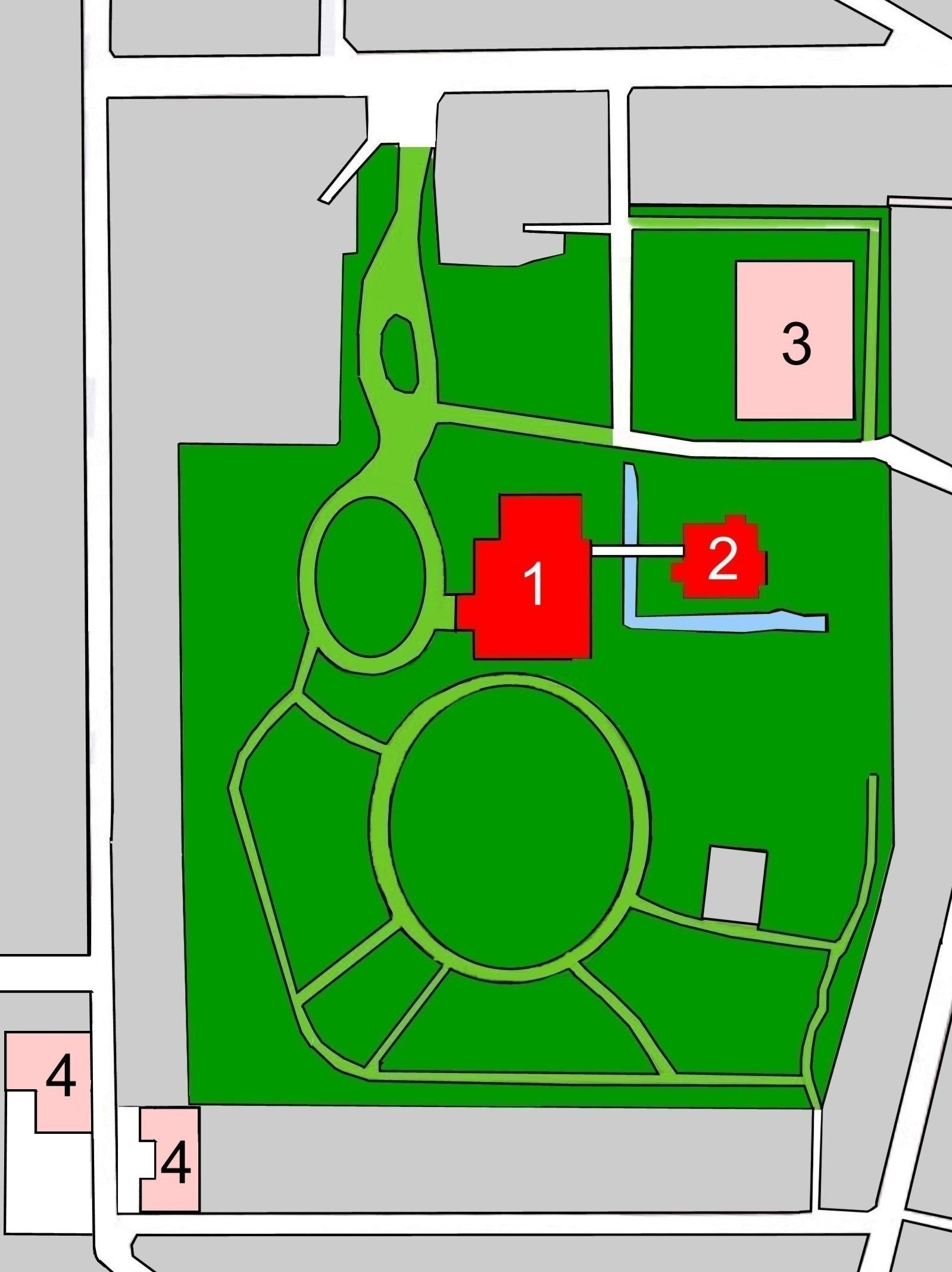
Komaba-Park (s.Text)

Komaba-Park (japanisch 駒場公園, Komaba kōen) ist ein öffentlicher Park im Stadtteil Komaba, Bezirk Meguro (Tokio), Japan.

## Der Park
Die wohlhabende Fürstenfamilie Maeda aus Kanazawa besaß in Tokio eine ausgedehnte Residenz im Stadtteil Hongo, die nach der Meiji-Restauration an den Staat fiel. Dieser siedelte dort die Universität Tokio an, überließ zunächst ein Eckteil den Maeda. Am Ende der Taishō-Zeit kam es zu einem Tausch: die Universität erhielt das Grundstück in Hongo, die dafür im Ortsteil Komaba von ihrem dortigen Grundstück einen Teil an die Maeda abtraten.
1929 ließ der 16. Chef des Hauses, Fürst Maeda Toshinari (前田利為; 1885–1942) dort eine Residenz im westlichen Stil (旧前田侯爵洋館, Kyu Maeda kōshaku yōkan; 1) errichten. Das Gebäude wurde auf Empfehlung des Professors für Architektur an der Universität Tokio, Tsukamoto Yasushi (塚本靖; 1869–1937), von Takahashi Teitarō (高橋貞太郎; 1892–1970) im Tudor-Stil entworfen. Es hat drei Stockwerke und ist unterkellert.
Nach dem Pazifikkrieg nutzte General Ridgway während der amerikanischen Besatzungszeit eine Zeitlang die Residenz. Sie kam dann 1964 an die Stadt Tokio, die sie 1975 zur Verwaltung an den Bezirk Meguro weitergab. Von 1967 bis 2002 wurde das Gebäude als „Museum für Geisteswissenschaft der Gegenwart der Präfektur Tokio“ (東京都近代文学博物館, Tōkyōto kindaibungaku hakubutsukan) genutzt, die Bestände wurden an andere Einrichtungen weitergegeben. Heute kann das Gebäude am Wochenende und an Feiertagen besichtigt werden. Hinter der Residenz befindet sich das kleinere, 1930 im traditionell-japanischen Stil (書院造, Shoin-tsukuri) errichtete Haus der Maeda (和館, Wakan; 2), das besichtigt werden kann.
In der Nordostecke des Parks befindet sich das „Institut für Literatur der Gegenwart“ (日本近代文学館, Nihon kindai bungaku-kan; 3), das 1967 in Form einer Stiftung errichtet wurde. Die auf Anregung des Schriftstellers Takami Jun und anderer eingerichtete Stiftung sammelt, sichtet und bewahrt Materialien zu Schriftstellern der Gegenwart. Gleich außerhalb des Parks steht das Museum für japanische Volkskunst [4].

## Bilder

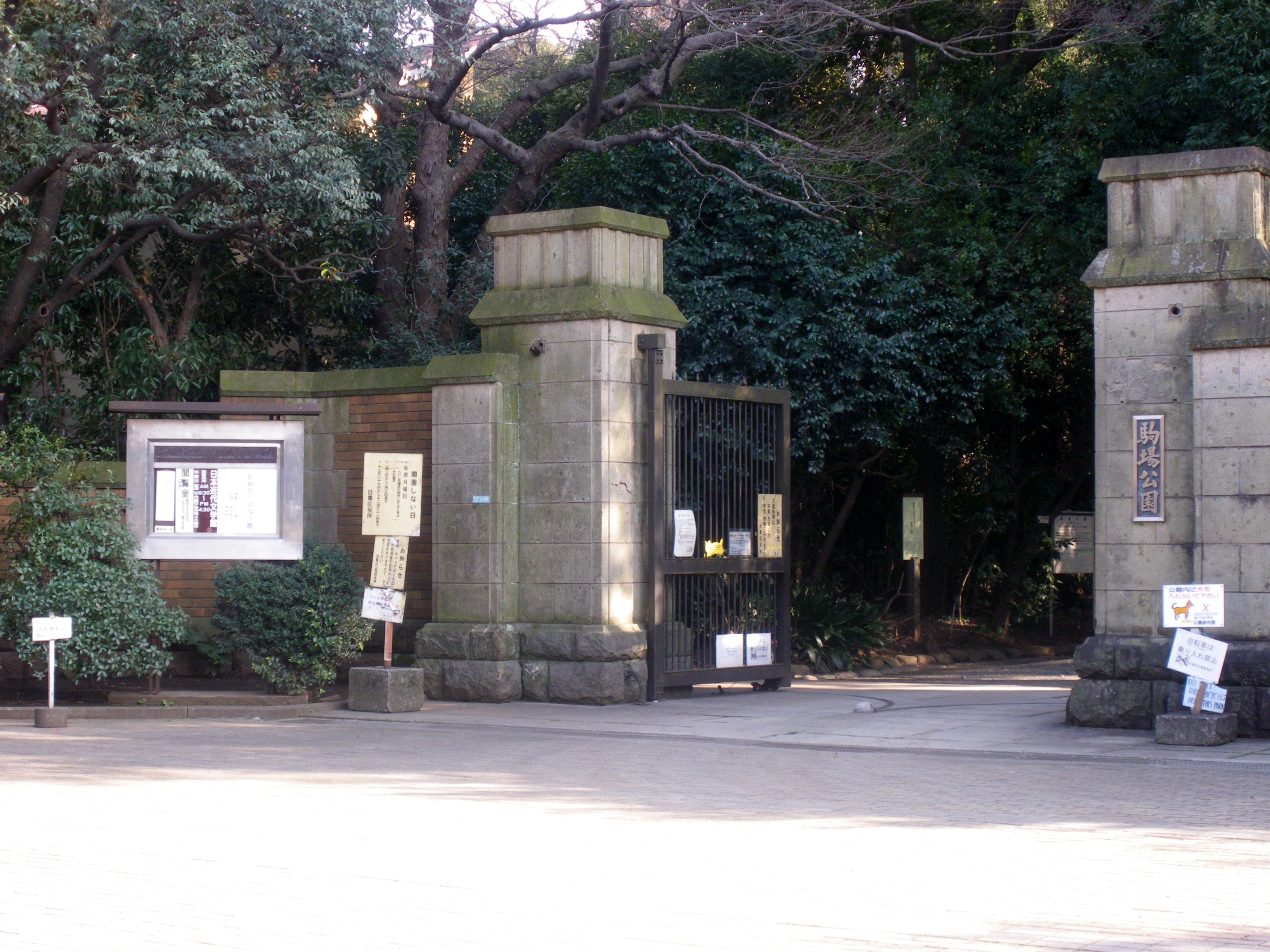
Eingang zum Park
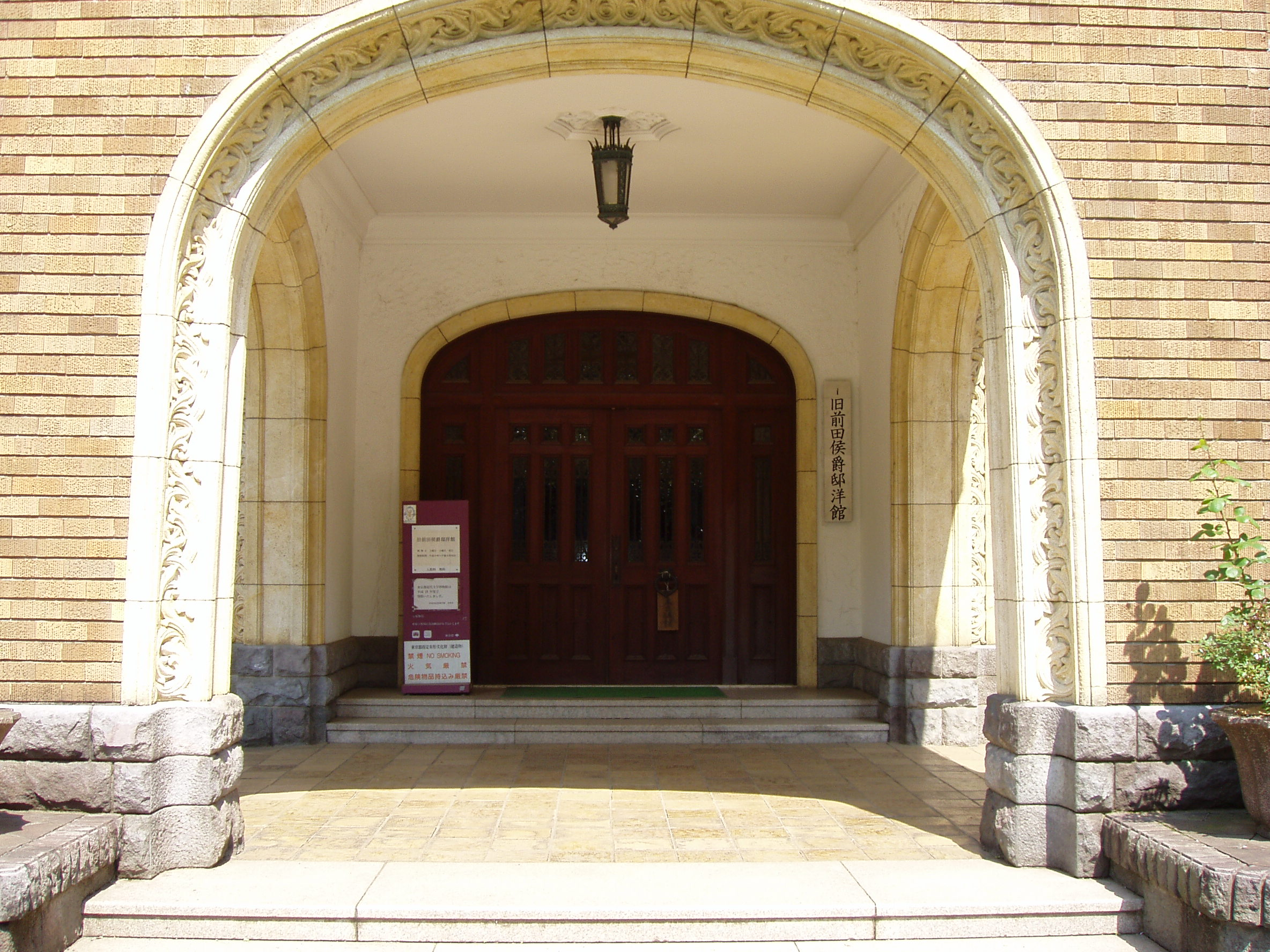
Eingang zur Residenz
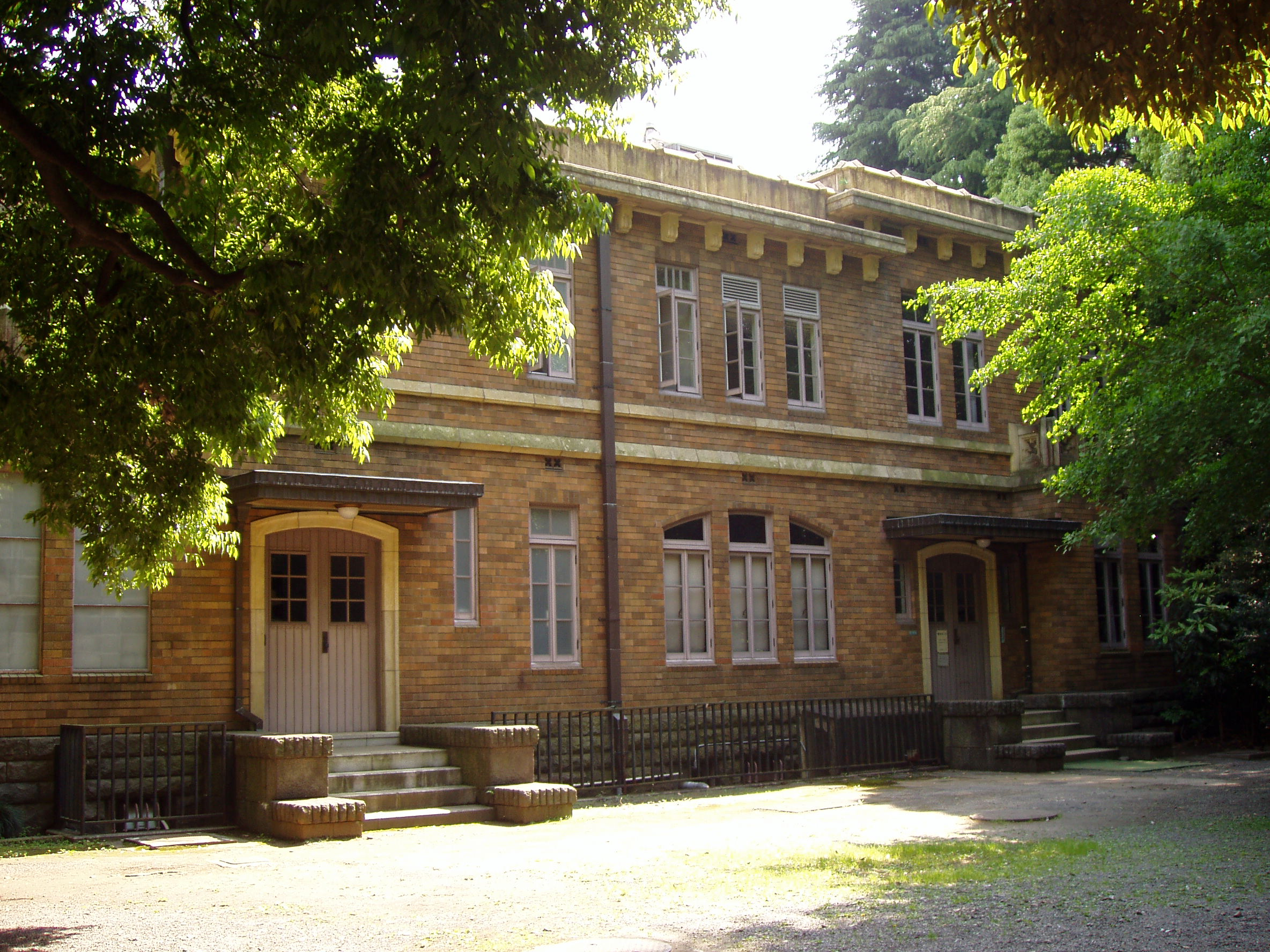
Rückseite der Residenz
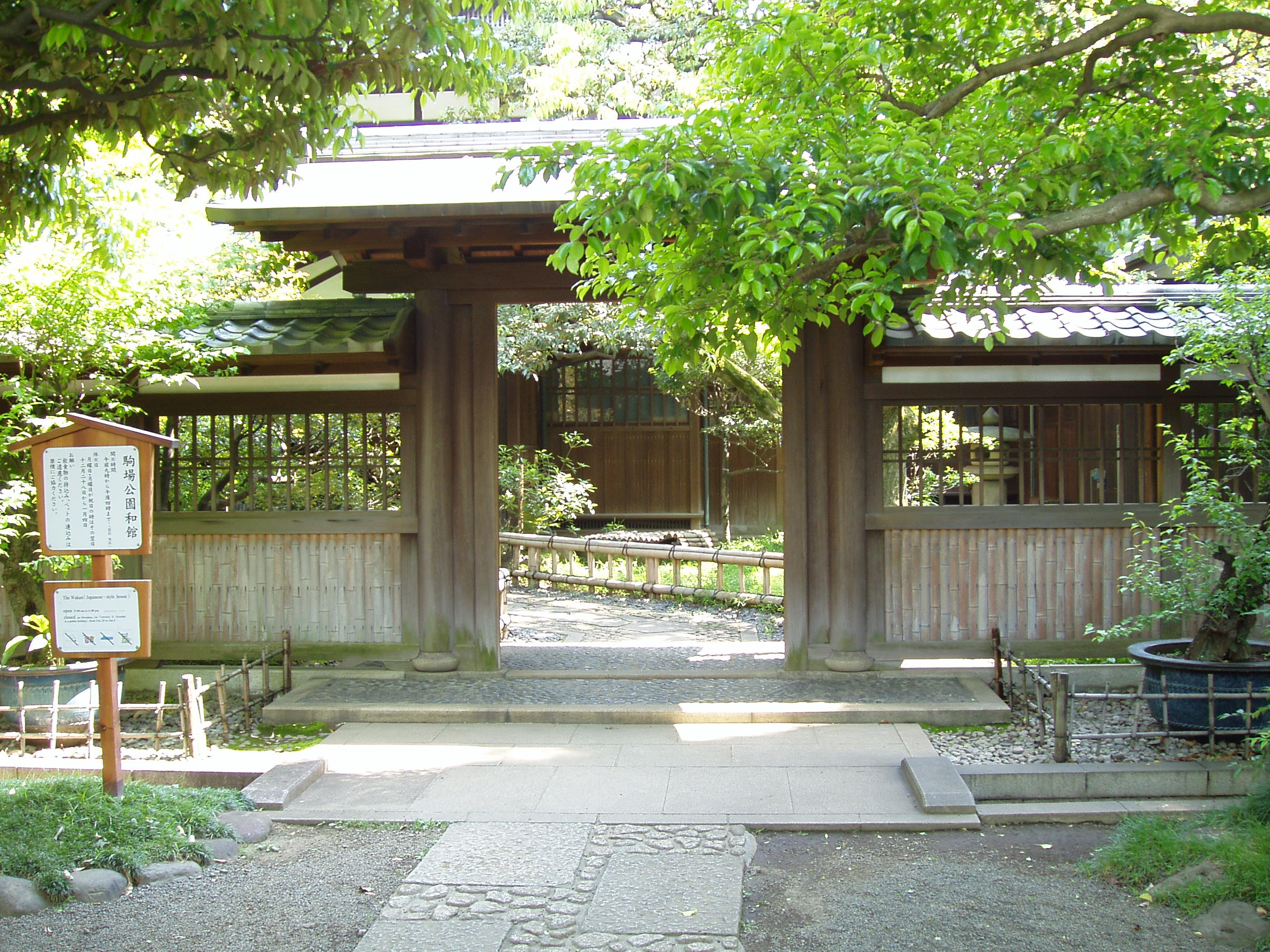
Tor zum Wakan
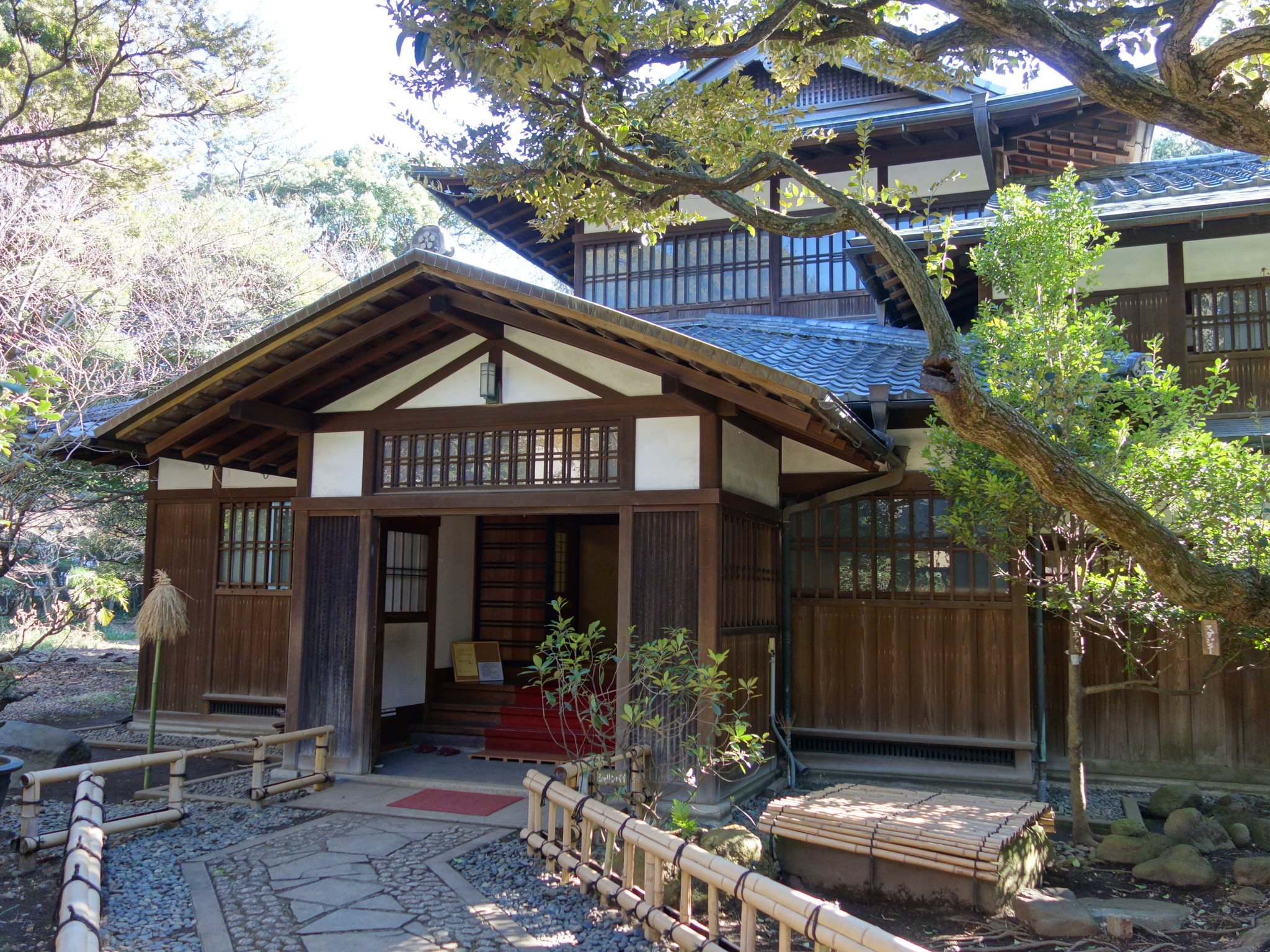
Eingang zum Wakan
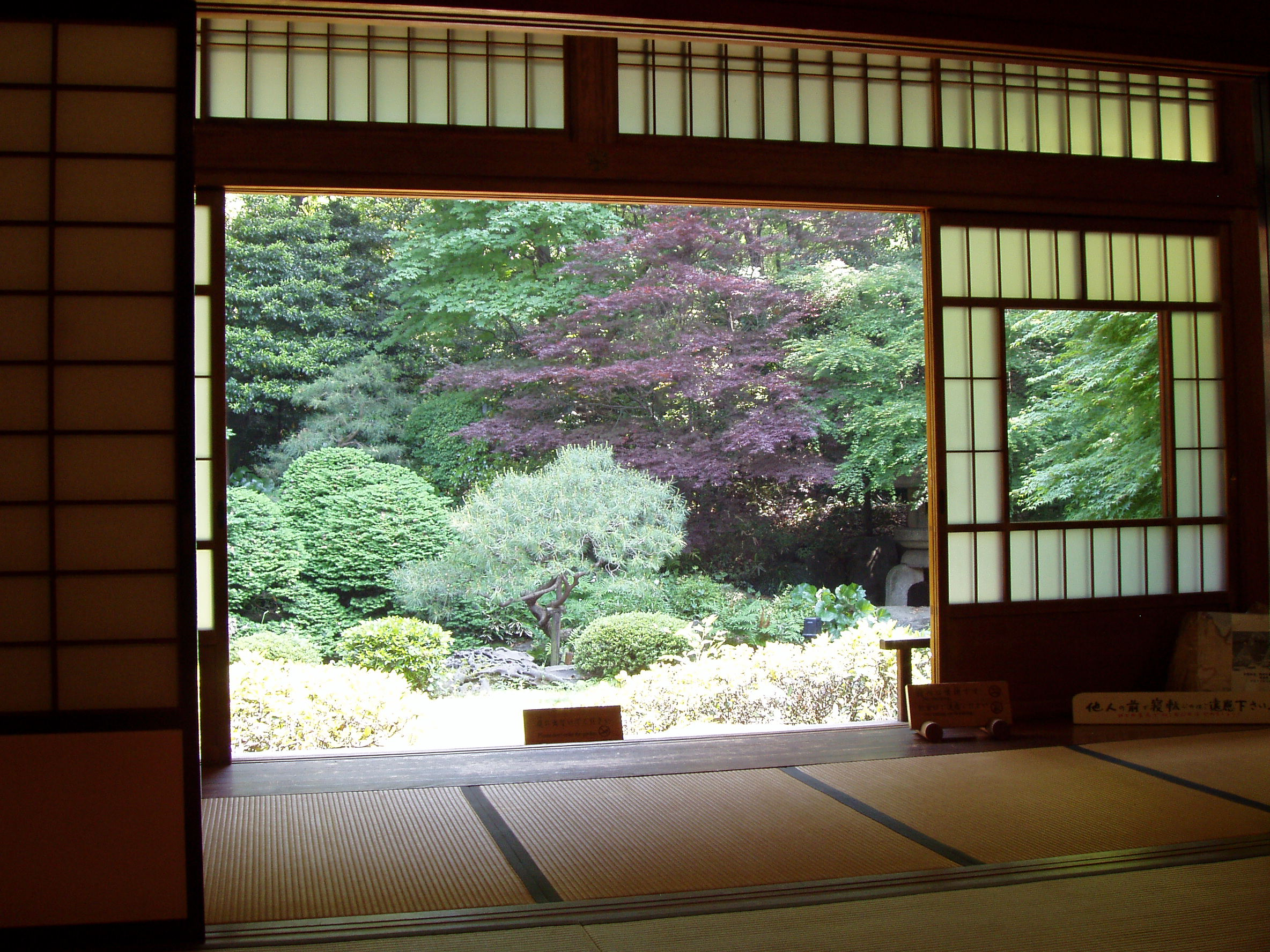
Blick aus dem Wakan

## Kenndaten
- Betreiber: Bezirk Meguro
- Eröffnung: 1. April 1975
- Größe: 40.396,47 m²